# 28 августа
28 августа — 240-й день года (241-й в високосные годы) по григорианскому календарю.
До конца года остаётся 125 дней.
До 15 октября 1582 года — 28 августа по юлианскому календарю, с 15 октября 1582 года — 28 августа по григорианскому календарю.
В XX и XXI веках соответствует 15 августа по юлианскому календарю.

## Праздники и памятные дни
См. также: Категория:Праздники 28 августа

### Национальные
- Черногория — День королевства

### Профессиональные
- Россия — День военного медика

### Религиозные
Православие
- Успение Пресвятой Богородицы;
- празднования в честь икон Божией Матери:

- - Ацкурская (I в.);
  - София – Премудрость Божия (Новгородская);
  - Сурдегская (1530);
  - Владимирская (Ростовская) (XII в.);
  - Галичская (Чухломская) (1350);
  - Влахернская (Грузинская);
  - Цилканская (IV в.);
  - «Успение» Овиновская (1425);
  - Гаенатская (XIII в.);
  - Тупичевская (XVII в.);
  - «Успение» Псково-Печерская (1473 или 1521);
  - «Успение» (Семигородная) (XV в.);
  - «Успение» Киево-Печерская (1073);
  - Бахчисарайская (Крымская, Мариупольская);
  - «Успение» Пюхтицкая (XVI в.);
  - Моздокская (Иверская) (XIII в.).

## События
См. также: Категория:События 28 августа

### До XIX века
- 475 — римский генерал Флавий Орест захватил власть в столице Западной Римской империи Равенне и вынудил императора Юлия Непота бежать.
- 476 — восставшие федераты во главе с Одоакром убивают Ореста под Плацентией.
- 1189 — Третий крестовый поход: крестоносцы начинают осаду Акры (Акко) под руководством Ги де Лузиньяна.
- 1565 — основан Сан-Агостин (Флорида), первое постоянное поселение европейцев в Северной Америке.
- 1609 — английский мореплаватель Генри Гудзон открыл залив Делавэр.
- 1697 — Пётр I прибыл в Заандам (Нидерланды).
- 1739 — поражение турецкой армии в битве под Ставучанами.
- 1789 — Уильям Гершель открыл Энцелад, спутник Сатурна.

### XIX век
- 1842 — потерпел крушение британский корабль «Ватерлоо»[англ.]; погибло 189 человек[4].
- 1845 — выходит первый номер легендарного журнала «Scientific American».
- 1850 — в Веймаре прошла премьера оперы Рихарда Вагнера «Лоэнгрин». Осуществил постановку друг композитора Ференц Лист, занимавший должность придворного капельмейстера, так как сам Вагнер был вынужден покинуть Германию после выдачи ордера на его арест из-за участия в Дрезденском восстании.
- 1851 — открыто сквозное железнодорожное движение между Санкт-Петербургом и Москвой.
- 1883 — извержение вулкана Кракатау.
- 1892 — украинский писатель Иван Франко обвинён австрийскими властями в распространении незаконной литературы.
- 1898 — в Базеле открылся II сионистский конгресс.

### XX век
- 1901 — открытие трамвайного движения в Твери.
- 1908 — состоялся первый полёт первого российского дирижабля «Учебный».
- 1910
  - Начался автопробег Санкт-Петербург — Неаполь — Санкт-Петербург на автомобилях «Руссо-Балт».
  - Черногория провозгласила полную независимость от Турции, став независимым королевством во главе с монархом Николой I.
- 1914 — совершил свой первый полёт первый цеппелин с крестообразным хвостом, «LZ-27». Выполнив около 50 полётов, он разбился в 1916 году во время вынужденной посадки.
- 1917 — в Успенском соборе Московского Кремля начал свою работу Поместный собор Православной российской церкви, важнейшим решением которого стало восстановление патриаршества, положившее конец синодальному периоду в истории Русской церкви.
- 1920 — проведена Всероссийская статистическая перепись.
- 1936 — в Италии рядом с королевским парком «Монца» открыт Национальный автодром.
- 1937 
  - Автомобильная компания «Тойота» стала независимой компанией. Отец-основатель — Киитиро Тоёда.
  - Над Тихим океаном начал формироваться один из самых смертоносных тайфунов в истории Гонконга[5].
- 1938 — в английском городе Ноттингем завершился крупный шахматный турнир, в котором приняли участие сильнейшие шахматисты мира, включая четырёх чемпионов мира: Э. Ласкера, Х.-Р. Капабланку, А. Алехина, М. Эйве. Вместе с Капабланкой победу в турнире разделил молодой советский шахматист Михаил Ботвинник.
- 1941 — принят Указ Президиума Верховного Совета СССР, положивший начало депортации немцев Поволжья на спецпоселение в Сибирь и Казахстан и концлагеря-«трудармии».
- 1946 — США наложили вето на вступление в ООН Монголии и Албании.
- 1956 — в Киеве открыт памятник Ивану Франко[значимость факта?].
- 1960 — в Братиславе начинается первый Чемпионат мира по высшему пилотажу.
- 1961 — в Торонто открыт Хоккейный зал славы[значимость факта?].
- 1963
  - Мартин Лютер Кинг со ступеней Мемориала Линкольну произносит знаменитую речь «У меня есть мечта».
  - Самый длинный в мире понтонный мост (около 2,5 км) связал Сиэтл и Беллевью.
- 1966 — в Аргентине отменено право на забастовку.
- 1968 — сингл «Hello, I Love You» группы «The Doors» продан в количестве одного миллиона копий.
- 1973 — землетрясение в Веракрусе, Мексика[6].
- 1974 — Совет Министров СССР принял постановление № 677 о выдаче паспортов колхозникам, что уравнивало их в правах с горожанами.
- 1976 — в Массачусетсе впервые синтезирован искусственный ген.
- 1986 — Тина Тёрнер удостоилась звезды на Аллее славы в Голливуде[значимость факта?].
- 1988 — произошла трагедия во время авиашоу на военной базе Рамштайн, 70 погибших.
- 1990 — аннексия Кувейта Ираком.
- 1991 — отправлен в отставку Кабинет министров СССР (правительство Павлова, последнее правительство в истории СССР).
- 1993 — катастрофа Як-40 в Хороге (Таджикистан). Погибли 82 человека — крупнейшая авиакатастрофа в стране.
- 2000 — в Лондоне начался самый крупный уличный праздник Европы — Ноттинг-Хилльский карнавал.

### XXI век
- 2003 — широкомасштабное отключение электроэнергии в Лондоне.
- 2004 — в Астане публично озвучена политическая инициатива Японии и стран Центральной Азии с целью развития отношений.
- 2008 — землетрясение в районе озера Байкал с магнитудой ~9.
- 2014 — вступил в должность президента Турции Реджеп Эрдоган; и. о. премьер-министра Турции стал Ахмет Давутоглу.

## Родились
См. также: Категория:Родившиеся 28 августа

### До XIX века
- 1025 — Император Го-Рэйдзэй (ум 1068), 70-й император Японии, правивший с 5 февраля 1045 по 22 мая 1068 года.
- 1476 — Кано Мотонобу (ум. 1559), японский художник.
- 1592 — Джордж Вильерс, герцог Бекингем (ум. 1628), английский государственный деятель, глава правительства при королях Якове I и Карле I.
- 1749 — Иоганн Вольфганг Гёте (ум. 1832), немецкий учёный, писатель, мыслитель, государственный деятель.
- 1756 — Ян Снядецкий (ум. 1830), польский астроном, математик, философ.

### XIX век
- 1801 — Антуан Огюстен Курно (ум. 1877), французский математик, экономист и философ, предшественник математической школы.
- 1802
  - Карл Зимрок (ум. 1876), немецкий поэт-романтик и историк литературы.
  - Томас Эйрд (ум. 1876), шотландский поэт, публицист.
- 1808 — Пётр Чихачёв (ум. 1890), русский географ, геолог и путешественник.
- 1814 — Шеридан Ле Фаню (ум. 1873), ирландский писатель, автор готических сказок и романов.
- 1824 — Дмитрий Ровинский (ум. 1895), российский юрист, историк искусства, коллекционер, почётный член Петербургской АН и Академии художеств.
- 1827 — Любовь Косицкая (ум. 1868), русская актриса, бывшая крепостная.
- 1833 — Эдвард Бёрн-Джонс (ум. 1898), английский живописец.
- 1853 — Владимир Шухов (ум. 1939), русский советский инженер, архитектор, учёный, академик.
- 1863 — Андре Блондель (ум. 1938), французский физик, изобретатель осциллографа.
- 1867 — Умберто Джордано (ум. 1948), итальянский композитор, представитель веризма.
- 1874 — Борис Келлер (ум. 1945), российский и советский биолог, геоботаник, почвовед, эколог, академик АН СССР и ВАСХНИЛ.
- 1878 — Джордж Хойт Уипл (ум. 1976), американский врач и патолог, нобелевский лауреат по физиологии и медицине (1934).
- 1887 — Владимир Уральский (настоящая фамилия Попов; ум. 1955), русский советский актёр театра и кино.
- 1891 — Владимир Ильин (ум. 1974), русский философ, богослов, литературный и музыкальный критик, композитор.
- 1894 — Карл Бём (ум. 1981), австрийский дирижёр.
- 1899 — Андрей Платонов (ум. 1951), русский советский прозаик, поэт, драматург, публицист.

### XX век
- 1903
  - Бруно Беттельгейм (ум. 1990), австрийский психоаналитик.
  - Рудольф Вагнер-Регени (ум. 1969), немецкий композитор, дирижёр и педагог.
- 1908 — Владимир Промыслов (ум. 1993), советский государственный деятель, в 1963—1986 гг. председатель исполкома Моссовета.
- 1915 — Конякин Александр Федорович, Герой Советского Союза
- 1916 — Евсей Моисеенко (ум. 1988), советский живописец, график, педагог.
- 1917
  - Джек Кирби (ум. 2004), американский писатель, художник и редактор комиксов.
  - Вечеслав Холевац (ум. 1970), югославский военный и политик, Народный герой Югославии, 36-й мэр Загреба.
- 1918 — Лиза Чайкина (погибла в 1941), партизанка, Герой Советского Союза (посмертно).
- 1919 — Годфри Хаунсфилд (ум. 2004), английский физик, лауреат Нобелевской премии по физиологии и медицине (1979).
- 1924 
  - Дженет Фрейм (ум. 2004), новозеландская писательница.
  - Берислав Клобучар[нем.] (ум. 2014), хорватский дирижёр.
- 1925
  - Аркадий Стругацкий (ум. 1991), советский писатель-фантаст, переводчик.
  - Юрий Трифонов (ум. 1981), русский советский писатель.
- 1930 — Патриарх Ириней (ум. 2020), епископ Сербской Православной Церкви, с 2010 — Патриарх Сербский.
- 1932 — Анхель Гутьеррес (ум. 2024),  советский и испанский театральный режиссёр, актёр, профессор ГИТИСа, профессор и новатор Королевской высшей школы драматического искусства в Мадриде, создатель мадридского Камерного театра имени А. П. Чехова, создатель Школы театрального искусства в Мадриде.
- 1936 — Геннадий Буравкин (ум. 2014), белорусский писатель, сценарист, общественно-политический деятель.
- 1938 — Пол Эдгар Филип Мартин, бывший премьер-министр Канады (2003—2006).
- 1939 — Владимир Ивашов (ум. 1995), актёр театра и кино, народный артист РСФСР.
- 1940 — Филипп Леотар (ум. 2001), французский актёр, поэт и певец.
- 1942 — Стерлинг Моррисон (ум. 1995), музыкант, участник американской группы «The Velvet Underground».
- 1947 — Юрий Беляев, советский и российский актёр театра и кино.
- 1948
  - Наталья Гундарева (ум. 2005), актриса театра и кино, народная артистка РСФСР.
  - Вонда Макинтайр (ум. 2019), американская писательница-фантаст.
- 1949
  - Сергей Каледин, русский писатель и публицист.
  - Хью Корнуэлл, гитарист и вокалист английской панк-группы «The Stranglers».
  - Людмила Рюмина (ум. 2017), певица, народная артистка РСФСР.
  - Рената Флорес (ум. 2024), мексиканская актриса и  рок-певица.
- 1957
  - Ай Вэйвэй, китайский современный художник и архитектор.
  - Виктор Христенко, российский государственный деятель, президент Делового совета ЕАЭС.
- 1961 — Дженнифер Кулидж, американская комедийная актриса.
- 1962 — Дэвид Финчер, американский кинорежиссёр, клипмейкер и продюсер.
- 1965
  - Сатоси Тадзири, японский автор видеоигр, манги и аниме «Покемон».
  - Шанайя Твейн, канадская певица, исполнительница кантри и поп-музыки.
- 1969
  - Джек Блэк, американский актёр-комик и музыкант.
  - Джейсон Пристли, американо-канадский актёр.
  - Даниил Спиваковский, российский актёр театра и кино, педагог.
- 1971 — Джанет Эванс, американская пловчиха, 4-кратная олимпийская чемпионка.
- 1972 — Алексей Дюмин, российский телохранитель, военачальник и государственный деятель. губернатор Тульской области (2016—2024), секретарь Государственного совета Российской Федерации (с 2024).
- 1973 — Евгений Дикий[укр.], украинский учёный, публицист и военнослужащий.
- 1978 — Стив Меслер, американский бобслеист, олимпийский чемпион (2010).
- 1984
  - Анастасия Кузьмина, словацкая биатлонистка, трёхкратная олимпийская чемпионка.
  - Сара Ремер, американская актриса и модель.
- 1985 — Хьетиль Янсруд, норвежский горнолыжник, олимпийский чемпион и чемпион мира.
- 1988 — Розанна Макленнан, канадская гимнастка, двукратная олимпийская чемпионка по прыжкам на батуте (2012, 2016).
- 1989
  - Сезар Аспиликуэта, испанский футболист.
  - Валттери Боттас, финский автогонщик, двукратный вице-чемпион мира в классе «Формула-1».
- 1995 — Андреас Веллингер, немецкий прыгун на лыжах с трамплина, двукратный олимпийский чемпион.
- 1997 — Дебора Леви, немецкая бобслеистка, олимпийская чемпионка (2022).
- 1998 — Ирина Коляденко, украинская спортсменка, призёр Олимпийских игр и чемпионка Европы по вольной борьбе.
- 1999 — Александр Галлямов, российский фигурист, выступающий в парном катании, чемпион мира.

## Скончались
См. также: Категория:Умершие 28 августа

### До XIX века
- 430 — Августин Блаженный (р. 354), философ, влиятельнейший проповедник и политик католической церкви.
- 632 — Фатима Захра (р. 604), младшая дочь пророка Мухаммеда.
- 1442 — Жан VI (р. 1389), герцог Бретани.
- 1645 — Гуго Гроций (р. 1583), голландский юрист, один из основоположников международного права.
- 1665 — Элизабетта Сирани (р. 1638), итальянская художница.
- 1739 — Андреас Хойер (р. 1690), датский историк и юрист; историограф короля Фридриха IV.

### XIX век
- 1835 — Юлиус Клапрот (р. 1783), немецкий востоковед, путешественник и полиглот.
- 1837 — Карл-Людвиг Костенобль (р. 1769), немецкий и австрийский актёр и драматург.
- 1853 — Фёдор Петрович Гааз (р. 1780), русский врач-окулист немецкого происхождения, общественный деятель.
- 1863 — Эйльхард Мичерлих (р. 1794), немецкий химик, открывший явления изоморфизма и диморфизма.
- 1874 — Франческо Бонаини (р. 1806), итальянский историк, филолог, палеонтолог и архивариус.
- 1875 — Василий Курочкин (р. 1831), русский поэт, журналист, переводчик.
- 1891 — Пётр Алексеев (р. 1849), один из первых российских рабочих-революционеров.

### XX век
- 1911 — Дмитрий Цертелев (р. 1852), русский философ, поэт, публицист, литературный критик.
- 1912 — Вильгельм Гольдбаум (р. 1843), австрийский и немецкий публицист, юрист, переводчик и редактор.
- 1914 — Анатолий Лядов (р. 1855), композитор, профессор Петербургской консерватории.
- 1916 — Габриелюс Ландсбергис-Жямкальнис (р. 1852), литовский драматург, театральный деятель, публицист.
- 1939 — Эжен-Анри Гравлотт (р. 1876), французский фехтовальщик, чемпион первой Олимпиады (1896).
- 1941 — погиб Йоханнес Лауристин (р. 1899), эстонский революционер и писатель, советский государственный деятель.
- 1942 — Константин Истомин (р. 1887), русский советский художник, педагог.
- 1943
  - Борис III (р. 1894), царь Болгарии в 1918—1943 годах.
  - Убит Бронислав Каминский (р. 1899), русский коллаборант Второй мировой и руководитель РОНА
- 1948 — Павел Рыбалко (р. 1894), маршал бронетанковых войск, дважды Герой Советского Союза.
- 1959 — Богуслав Мартину (р. 1890), чешский композитор.
- 1979 — Константин Симонов (р. 1915), советский писатель и общественный деятель, Герой Социалистического Труда.
- 1981 — Поль Анспах (р. 1882), бельгийский фехтовальщик еврейского происхождения, олимпийский чемпион.
- 1985 — Мигель Отеро Сильва (р. 1908), венесуэльский поэт, романист и публицист.
- 1987 — Джон Хьюстон (р. 1906), американский кинорежиссёр, актёр, обладатель двух «Оскаров».
- 1996 — Роман Хомятов (р. 1934), актёр театра и кино, заслуженный артист РСФСР.

### XXI век
- 2001 — Сергей Перхун (р. 1977), украинский футболист.
- 2003 — Юрий Саульский (р. 1928), композитор и дирижёр, народный артист РСФСР.
- 2006 — Мелвин Шварц (р. 1932), американский физик, лауреат Нобелевской премии (1988).
- 2007 — Антонио Пуэрта (р. 1984), испанский футболист.
- 2014 — Гленн Корник (р. 1947), английский бас-гитарист, клавишник, автор песен.
- 2014 — Алексей Макаревич (р. 1954) гитарист группы «Воскресение», продюсер и создатель группы «Лицей», автор песен.
- 2017 — Мирей Дарк (р. 1938), французская актриса, сценарист, режиссёр и фотомодель, жена Алена Делона.
- 2018 — Татьяна Кузнецова (р. 1941), советский космонавт-испытатель.
- 2020 — Чедвик Боузман (р. 1976), американский актёр.
- 2021 — Роман Громадский (р. 1940), советский и российский актёр, театральный педагог и Народный артист РСФСР (1983).
- 2024 — Бехзод Юлдашев (р. 1945), физик, организатор науки и общественный деятель, президент Академии наук Республики Узбекистан (2000—2005 годах).

## Приметы
Дожинки, Успенье, Успенщина, Госпожинки, Оспожинки, Спожинки, Вспожинки, Обжинки.
- С Успенья солнце засыпает.
- Жнивка, жнивка, отдай мою силку на пест, на колотило, на молотило, на кривое веретено (приговаривают жницы, катаясь по ниве).
- Конец жатвы; складчины, братское пиво, последний, именинный сноп.
- До Успенья пахать — копну лишнюю нажать.
- На Успенье огурцы солить, на Сергия капусту рубить.
- Молодое бабье лето с Успенья по Семён день (14 сентября).
- «Успение провожай, осень встречай»[7].